# Hydrophasianus chirurgus
La jacana colilarga (Hydrophasianus chirurgus) es una especie de ave caradriforme de la familia Jacanidae que vive en el sur de Asia. Es la única especie del género Hydrophasianus. Las jacanas son un grupo de limícolas que se distinguen por sus patas y garras grandes que les permiten caminar sobre vegetación flotante en lagunas poco profundas, que es su hábitat preferido. El jacana colilargo es capaz de nadar, aunque por lo general camina sobre la vegetación. Las hembras poseen plumajes más coloridos que los machos y son poliándricas.

## Descripción

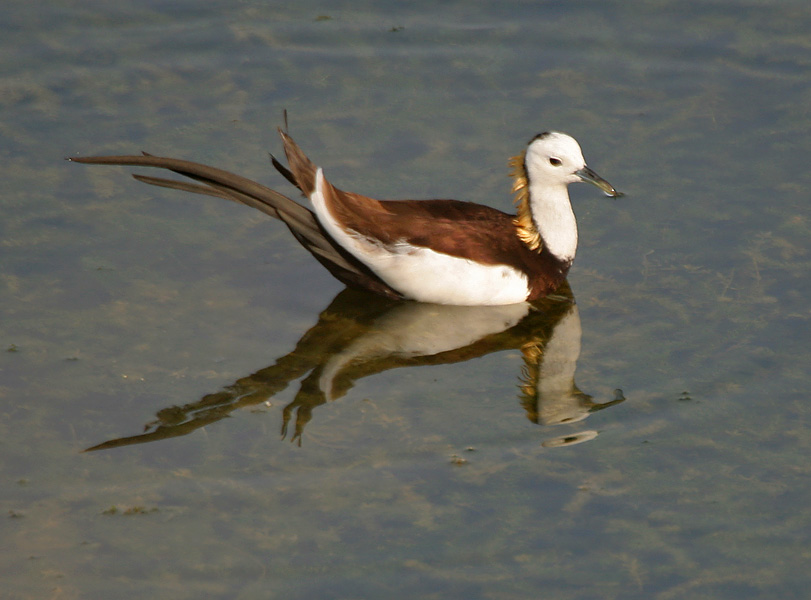
Plumaje de la época de apareamiento, se pueden apreciar las plumas doradas de su nuca.

La jacaná colilarga la única jacana que presenta un plumaje reproductivo diferente al del resto del año. La jacana colilarga es un ave llamativa e inconfundible. Mide entre los 39-58 cm de largo, de los cuales unos 25 cm corresponden a la cola. Los machos pesan entre 113-135 g, y las hembras que son de mayor tamaño pesan entre los 205-260 g. Las primarias exteriores tienen una extensión palmeada de unos 2 cm y la séptima primaria también tiene una protuberancia ancha. Las hembras son levemente más grandes que los machos y poseen un plumaje más colorido.
El plumaje reproductivo de los adultos es principalmente negro, con las alas, cabeza y frontal de cuello blanco. La parte posterior del cuello es dorado. Sus patas son grises y con largos dedos. El plumaje no reproductivo es de tonos pardos en las partes superiores y blanco en las posteriores, con una lista ocular negra que se prolonga por el cuello y tonos dorados en los laterales del cuello. Los adultos fuera de la época reproductiva carecen de las largas plumas de la cola. Los juveniles también son de tonos pardos en las partes superiores y blancos en las inferiores con una ligera lista parda en el pecho.

## Distribución

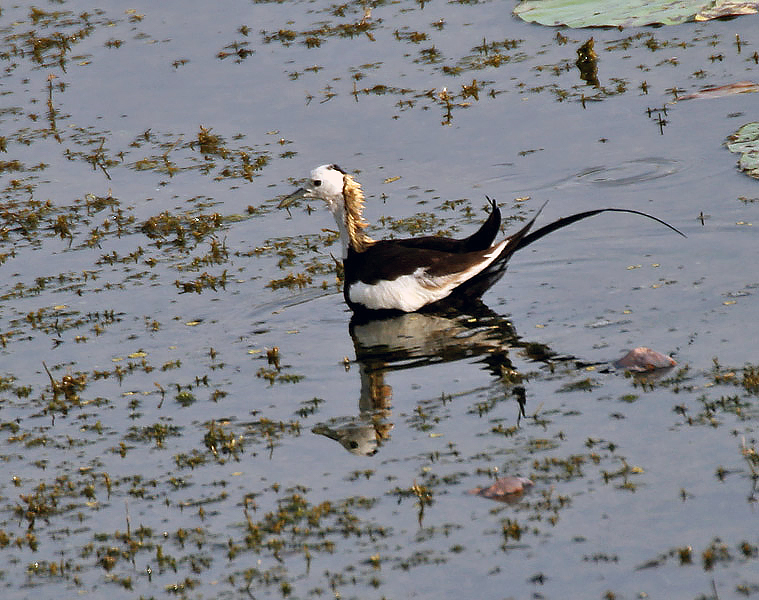
Con plumaje reproductivo en Hyderabad, India.

La jacaná colilarga cría en la India y el sureste asiático. Es una especie sedentaria en la mayor parte de su área de distribución, pero las aves que crían en el más al norte, el sur de China y el Himalaya migran al sur. También habita en Taiwán, donde se considera en peligro de extinción. Se han registrado algunas aves divagantes en Australia.

## Comportamiento

### Alimentación
La fuente principal de alimento de la jacana colilarga son los insectos y otros invertebrados que se ocultan en la vegetación o que encuentra en la superficie del agua.

### Reproducción
Crían de marzo a julio sobre las plantas acuáticas. En el sur de la India, lo hacen en la temporada del monzón, es decir de junio a septiembre. Son poliándricos y una hembra puede poner hasta 10 nidadas con cuatro huevos en cada una.